# Kufra
Kufra (arabul: الكفرة) Líbia délkeleti részén található oáziscsoport. A Líbiai-sivatagban, a Cyrenaica (Kireneika) történelmi régió déli részén (ma Kufra tartományban) található, négy-öt oázisból álló csoport kb. 50 km széles és 20 km hosszú. Lakossága 2012-ben mintegy 40 ezer fő volt.
Kufra városa híres a kézi szövésű textíliáiról. 
Az oázisokban datolyán túl árpát és a juhtartáshoz takarmányt termesztenek. 
A terület mezőgazdaságát a föld alatti vízkészletekből kiszivattyúzott öntözővízzel próbálják fejleszteni. A közelben vasérc és gyenge minőségű mangánérc lelőhelyeket tártak fel. 
Kufra a líbiai tengerpartról Csádba, illetve a szudáni Wadi Halfa-ba vezető, szaharai útvonalon közlekedő karavánok fontos állomáshelye. A 19. század végén a szanuszi, egy muzulmán vallási közösség székhelye lett. 

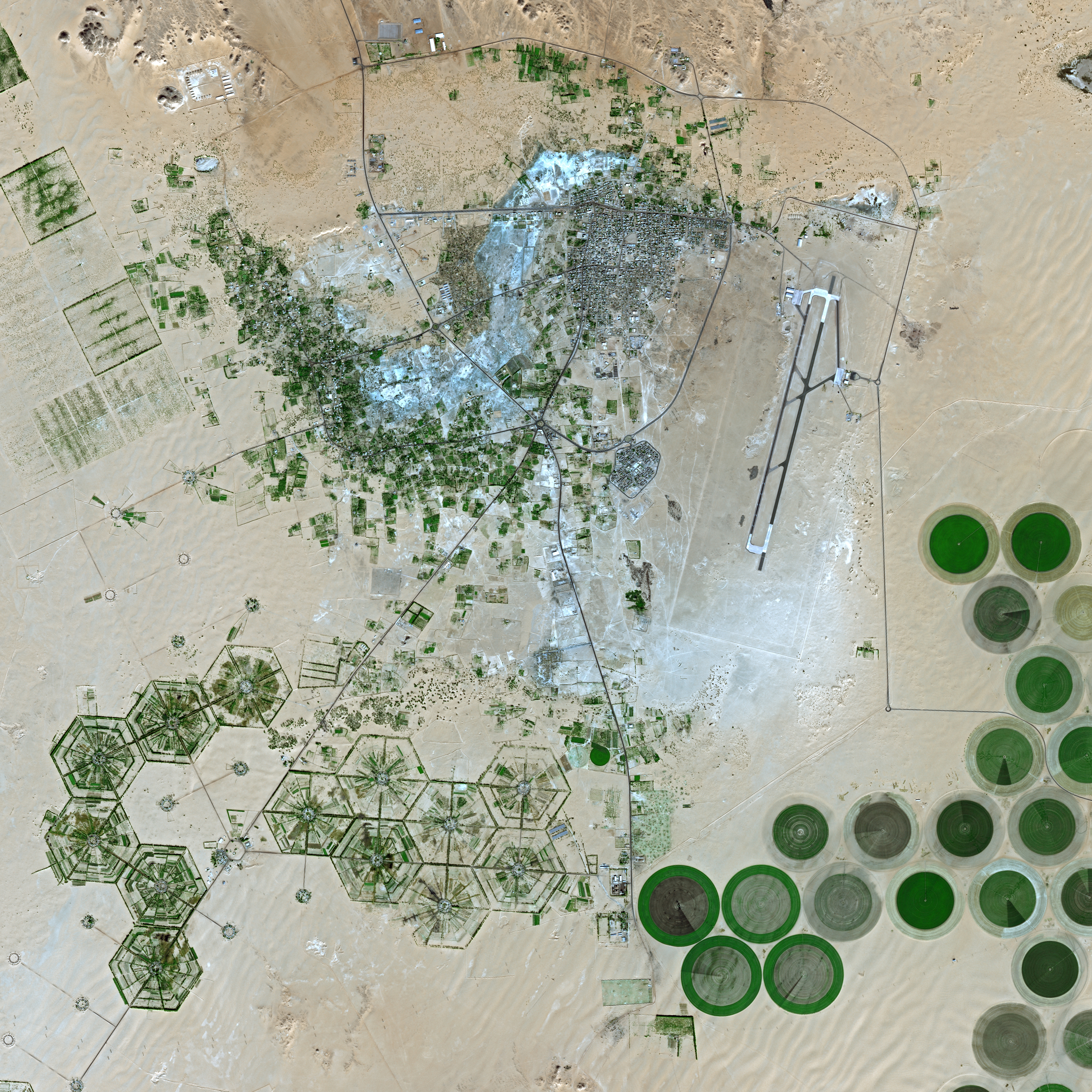
Műholdas felvétel az oázisról és az öntözött területekről (köralakok)